# Ivan Ranđelović
Ivan Randjelović (kyrillisch: Иван Ранђеловић; * 24. Dezember 1974 in Niš, SFR Jugoslawien) ist ein ehemaliger serbischer Fußballspieler.

## Karriere
Randjelović begann seine Torwartkarriere im Jahre 1992 bei FK Radnički Niš, wo er auch in den Jugendjahren gespielt hat. Zur Saison 1996/97 wechselte er zu FK Zvezdara aus Belgrad. In der Saison 1999/00 wechselte er zu Milicionar Belgrad, wo er kurz an UD Las Palmas ausgeliehen worden war. Nach einem kurzen Aufenthalt in Spanien kehrte er wieder in der gleichen Saison nach Belgrad zurück. Der große Transfer geschah in der Saison 2001/02, als er nach Roter Stern Belgrad ging. Lange Zeit war er der Stammtorhüter der Mannschaft. Im Jahr 2009 beendete er seine Laufbahn.